# 奇里夫·李察
奇里夫·李察爵士，OBE（英語：Sir Cliff Richard，1940年10月14日—），原名哈利·罗杰·韦伯（Harry Rodger Webb），英国流行歌手、音樂家、表演者，演員與慈善家。他是英國歷史上第三名暢銷的單曲藝術家，在英國的唱片銷售量超過二千一百萬張，且據報導全球總銷量已超過二億五千萬。

## 樂壇金童子
隨著他的伴奏樂團影子，奇里夫·李察原本定位為一個叛逆的搖滾歌手，有小理查德和貓王皮禮士利的風格，佔據了五十年代末至六十年代初英國流行樂壇的前披頭四時期。1958年的單曲《Move It》通常被描述為英國第一首真正的搖滾歌曲，約翰·連儂曾宣稱：「在奇里夫和影子樂隊以前，沒有什麼值得聽的英國音樂。」理查德後來更加專注於他的基督教信仰，隨著他的音樂續漸軟化，形成輕音樂流行歌手的風格，有時會嘗試演唱當代基督教音樂。

## 流行歲月
經過60年的職業生涯，理查德已經成為英國娛樂界的翹楚，積累許多黃金、白金唱片及獎項，包括三項全英音樂獎和兩項艾弗·諾韋洛獎，其中《The Young Ones》被新秀男聲陸家俊改編成粵語版本，名為《依然深愛你》。他擁有超過一百三十首單曲，專輯和迷你專輯在英國排行榜佔前二十名，超過了其他任何藝人，並與貓王皮禮士利持有該記錄，由上世紀五十年代至千禧年代的六十年，風行英國單曲排行榜。理查德擁有十四首英國冠軍歌曲，橫跨五個年代，是英國唯一的歌手有此成績。2008年，他發布了精選音樂專輯，以慶祝自己在音樂專業的五十週年，包括新的曲目《Thank You for a Lifetime》，這首歌曲後來在英國單曲榜達到第三位。2013年11月，理查德發布了他的最新專輯《The Fabulous Rock 'n' Roll Songbook》，成為他職業生涯的第一百張專輯。

## 歌迷遍及全球

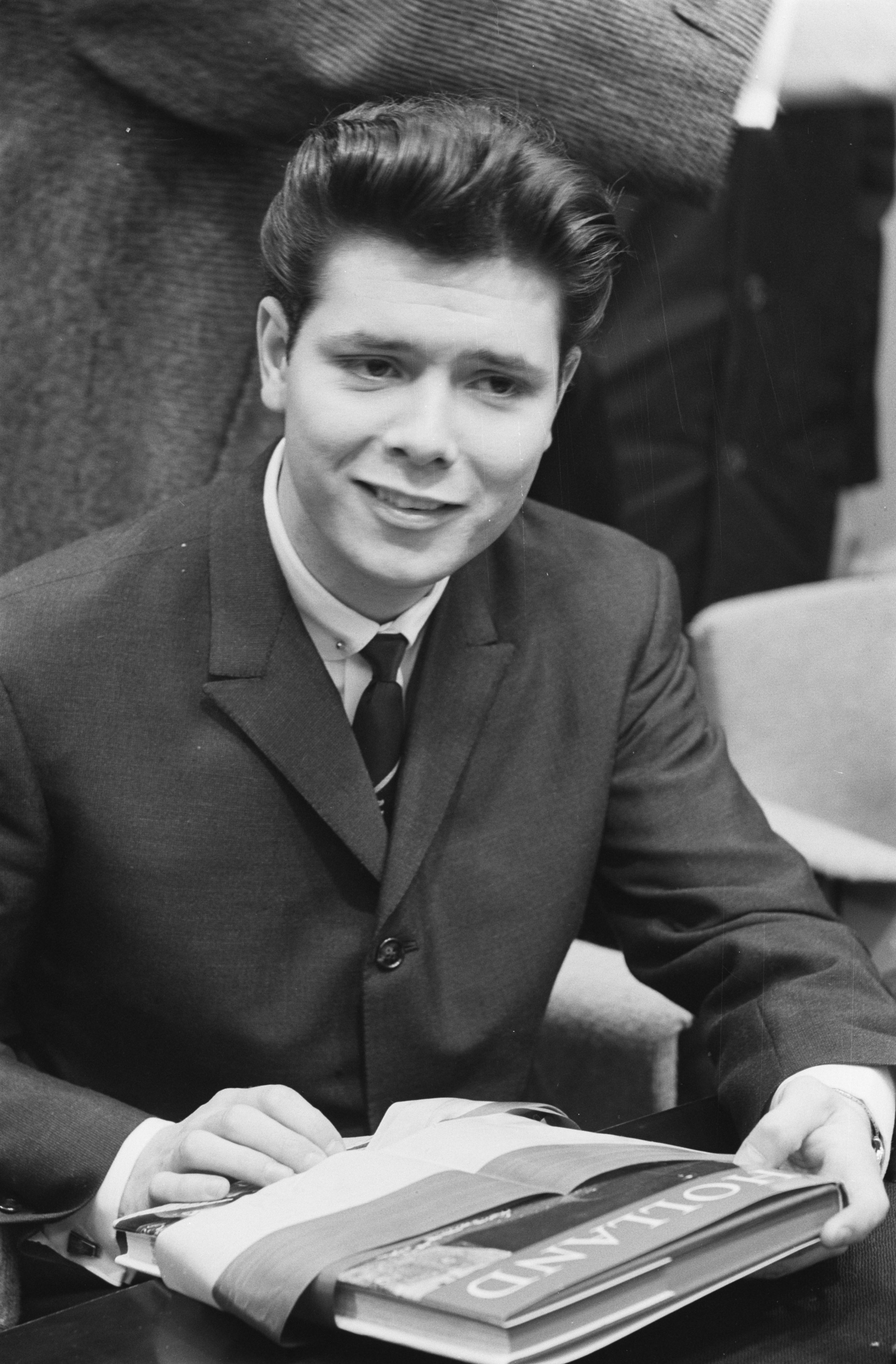
1962年奇里夫·李察在荷蘭的一個新聞發布會。

儘管擁有八首打進美國排行榜前四十名的單曲，包含百萬銷量的《Devil Woman》和《We Don't Talk Anymore》，後者於八十年代打進「告示牌百強單曲榜」前四十名，奇里夫·李察在美國不曾取得如在英國那般程度的影響力。不過在加拿大，李察顯然成功得多，於八十年代有幾張專輯達到白金唱片的銷量。在澳大利亞、新西蘭、南非、北歐和亞洲，他仍然是一個流行音樂、電影，及電視上的名人，在其他國家仍有大批追隨者。

## 外部連結
- 奇里夫·李察官方網站（页面存档备份，存于）
- 奇里夫·李察歌曲數據庫（页面存档备份，存于）
- 奇里夫·李察在互联网电影资料库（IMDb）上的資料（英文）
- 奇里夫·李察電影目錄
- 一系列的奇里夫·李察剪貼簿（页面存档备份，存于）由英國「維多利亞和阿爾伯特博物館」擁有。
- 英國國家肖像館中的奇里夫·李察爵士肖像